# 134 (szám)
A 134 (római számmal: CXXXIV) egy természetes szám, félprím, a 2 és a 67 szorzata.

## A szám a matematikában
A tízes számrendszerbeli 134-es a kettes számrendszerben 10000110, a nyolcas számrendszerben 206, a tizenhatos számrendszerben 86 alakban írható fel.
A 134 páros szám, összetett szám, azon belül félprím, kanonikus alakban a 21 · 671 szorzattal, normálalakban az 1,34 · 102 szorzattal írható fel. Négy osztója van a természetes számok halmazán, ezek növekvő sorrendben: 1, 2, 67 és 134.
A 134 négyzete 17 956, köbe 2 406 104, négyzetgyöke 11,57584, köbgyöke 5,11723, reciproka 0,0074627. A 134 egység sugarú kör kerülete 841,94683 egység, területe 56 410,43769 területegység; a 134 egység sugarú gömb térfogata 10 078 664,9 térfogategység.
A 134 helyen az Euler-függvény helyettesítési értéke 66, a Möbius-függvényé 1, a Mertens-függvényé −1.

## A szám mint sorszám, jelzés
A 134-es szám szerepel a Tu–134 szovjet utasszállító repülőgép nevében.